# Budi Lestari
Budi Lestari is een bestuurslaag in het regentschap Lampung Selatan van de provincie Lampung, Indonesië. Budi Lestari telt 3514 inwoners (volkstelling 2010).